# 용의 다리

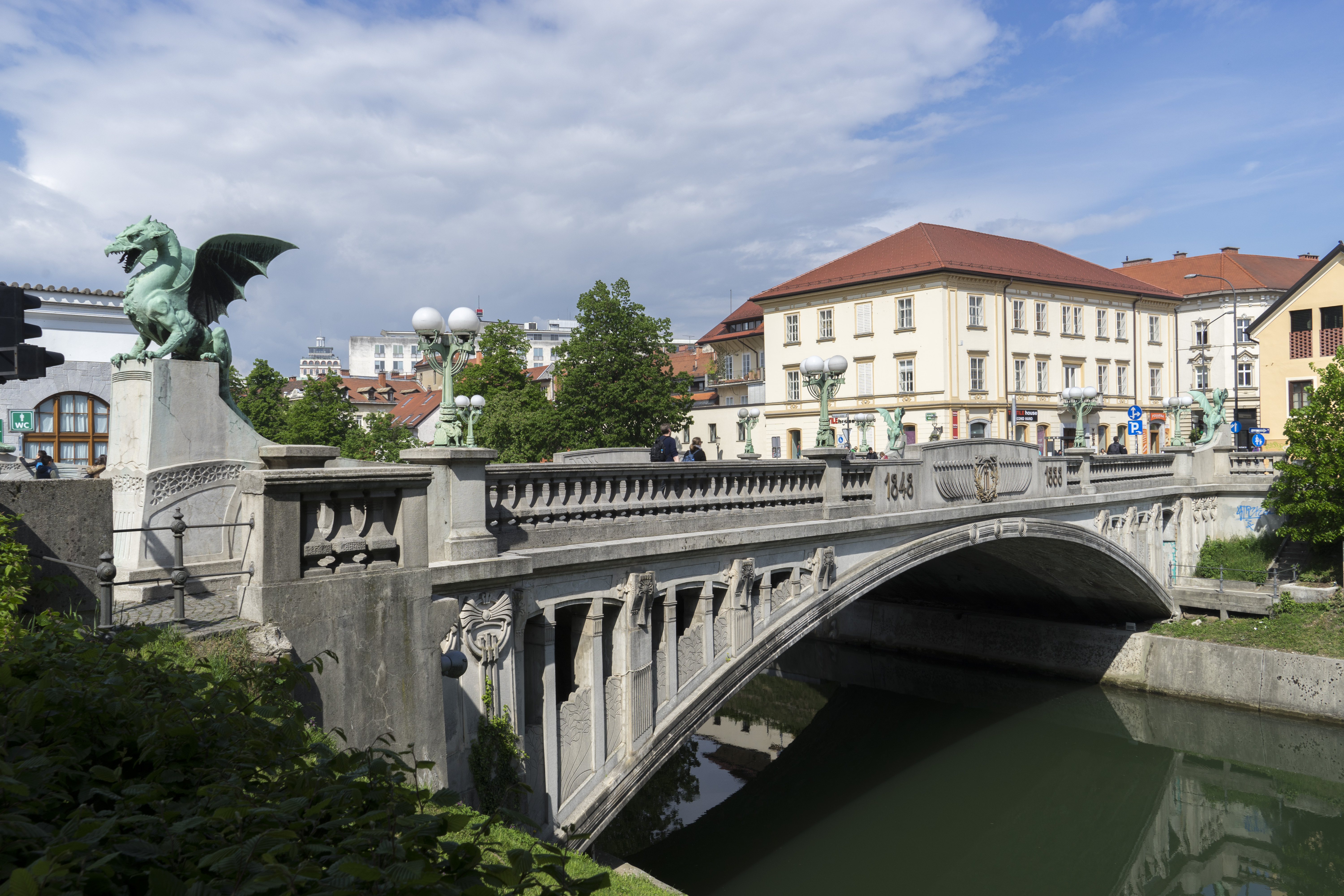
용의 다리

용의 다리(슬로베니아어: Zmajski most)는 슬로베니아의 수도인 류블랴나에 있는 다리로, 류블랴니차강을 가로지른다. 보드니크 광장의 류블랴나 중앙시장 북쪽에 있다.